# سوزان هان (كاتبة)
سوزان هان (بالإنجليزية: Susan Hahn)‏‏ (1941 - )؛ كاتبة مسرحية، وروائية، وكاتِبة، وشاعرة من الولايات المتحدة.

## الجوائز
- زمالة غوغنهايم